# Irina Vlah

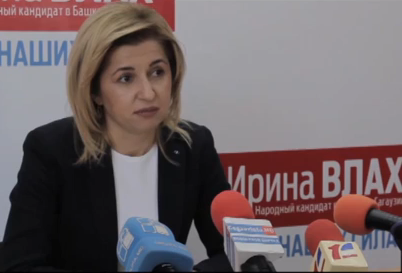
Vlah in maart 2015

Irina Vlah (Comrat, 26 februari 1974) is een Moldavische politicus, die in maart 2015 verkozen werd als gouverneur (Başkan) van de autonome regio Gagaoezië (Gagauz Yeri). Zij werd geïnstalleerd op 15 april 2015.
In 2023 werd ze na twee termijnen opgevolgd door Evghenia Gutul.